# مهمانان ناخوانده عروسی
مهمانان ناخوانده عروسی (به انگلیسی: Wedding Crashers) فیلمی است کمدی رمانتیک محصول سال ۲۰۰۵، و به کارگردانی دیوید دابکین و نویسندگی استیو فابر و باب فیشر است. در این فیلم بازیگرانی همچون اوون ویلسون، وینس وان، کریستوفر واکن، ریچل مک‌آدامز، آیلا فیشر، بردلی کوپر، جین سیمور، الن آلبرتینی دو، هنری گیبسون، رون کانادا، ویل فرل، دیورا برد، دوایت یوآکم، کاترین جوستن و ریچارد ریلی ایفای نقش کرده‌اند.